# Peromyia novaezealandiae
Peromyia novaezealandiae är en tvåvingeart som beskrevs av Jaschhof 2004. Peromyia novaezealandiae ingår i släktet Peromyia och familjen gallmyggor. Inga underarter finns listade i Catalogue of Life.